# Ema (film)
Ema is een Chileense film uit 2019, geregisseerd door Pablo Larraín. De film ging in première op 31 augustus 2019 op het Filmfestival van Venetië, waar de film meedeed aan de internationale competitie.

## Verhaal
Gastón is een choreograaf van een dansgezelschap die getrouwd is met de jonge danseres Ema. Hij blijkt onvruchtbaar en samen besluiten ze de jonge Polo te adopteren. Na de adoptie doet zich een afschuwelijk ongeluk voor dat hun levens en hun relatie onder druk zet.

## Rolverdeling
| Acteur              | Personage |
| ------------------- | --------- |
| Mariana Di Girólamo | Ema       |
| Gael García Bernal  | Gastón    |
| Santiago Cabrera    | Aníbal    |
| Paola Giannini      | Raquel    |
| Cristián Suárez     | Polo      |
| Giannina Fruttero   | Sonia     |
| Josefina Fiebelkorn | Perla     |
| Mariana Loyola      | Sara      |
| Catalina Saavedra   | Marcela   |
| Paula Luchsinger    | María     |

## Ontvangst

### Recensies
Op Rotten Tomatoes geeft 89% van de 84 recensenten de film een positieve recensie, met een gemiddelde score van 7,40/10. De film heeft het label "Certified Fresh" (gegarandeerd vers). Website Metacritic komt tot een score van 71/100, gebaseerd op 16 recensies, wat staat voor "generally favorable reviews" (over het algemeen gunstige recensies).
Trouw gaf de film vier uit vijf sterren en schreef: "De beste films zijn ontregelende films. Films die zo eigen zijn dat ze niet naar de kijker toekomen om met visuele en narratieve clichés te bevestigen wat die toch al wist, maar die verlangen, zelfs vereisen dat die kijker naar de film komt en zich laat overweldigen. Zo’n film is ‘Ema’ van de Chileense regisseur Pablo Larraín." Ook NRC gaf vier uit vijf sterren en schreef: "Soms frustreert de film, maar de enigmatische Ema (sterk neergezet door Mariana Di Girolamo) blijft nog dagen door je hoofd spoken." Ook De Volkskrant gaf de film vier uit vijf sterren en schreef: "Ema is geen betoog, maar een ervaring – vaak sensueel, soms bloedirritant, en steeds meeslepend."

### Prijzen en nominaties
De film won 4 prijzen en werd voor 8 andere genomineerd. Een selectie:
| Jaar | Evenement              | Categorie    | Genomineerde | Resultaat   |
| ---- | ---------------------- | ------------ | ------------ | ----------- |
| 2019 | Venetië (76ste editie) | Gouden Leeuw | Ema          | Genomineerd |